# Langgraben (Simbach)
Langgraben ist ein Dorf und Gemeindeteil des Marktes Simbach im niederbayerischen Landkreis Dingolfing-Landau.

## Geographische Lage
Zur historischen Altgemeinde Langgraben gehören vor allem Dörfer und Weiler rund um Simbach herum. Die neuen Siedlungsgebiete von Langgraben befinden sich südwestlich von Simbach unmittelbar an der Simbacher Ortsgrenze.

## Geschichte
Die Bayerische Uraufnahme zeigt Langgraben in den 1810er Jahren als einen Weiler mit sieben Herdstellen und einem Aussiedlerhof. Die Wirtschaftsflächen sind durch Erbfolge stark kleinräumig zersiedelt.
Als Simbach im Jahre 1904 zur Pfarrei erhoben wurde fielen auch Teile der Gemeinde Langgraben dieser zu.

Langgraben war früher eine eigenständige Gemeinde und wurde im Laufe der Zeit in die Gemeinde Simbach eingemeindet. Im Jahre 1928 machten sich die Langgrabener jedoch zum Missfallen der Simbacher wieder eigenständig.

1953 beteiligte sich die Gemeinde Langgraben an einer Feuerwehrsirene, welche am Dach des Simbacher Rathauses montiert wurde.
Seit der Gebietsreform in Bayern von 1971 bis 1980 ist Langgraben endgültig Teil der Marktgemeinde Simbach.

## Baudenkmäler
An historischer Bausubstanz sind in Langgraben zwei Bauernhäuser aus dem frühen 19. Jahrhundert erhalten. Die Weilerkapelle ist neuzeitlicher Entstehung und datiert von 1936.

## Vereine
In Langgraben gibt es folgende Vereine:
- Freiwillige Feuerwehr Langgraben
- Schützenverein Alpenrose Langgraben
- Wandererverein Langgraben n.e.V.
- Brandunterstützungsverein Langgraben

## Persönlichkeiten
- Franz Matzeder (* 18. Juli 1810, † 23. Juni 1851 durch Hinrichtung) war ein bekannter niederbayerischer Räuber
- Josef Maierhofer (* 14. März 1886) war ein katholischer Pfarrer[7]
- Max Straubinger (* 12. August 1954), Mitglied des Deutschen Bundestages (CSU), geboren im zu Langgraben gehörenden Oberlucken